# Norma Vargas Duarte
Dominga Norma Vargas Duarte (Liberia, 20 de diciembre de 1949), es una abogada costarricense, hija de Erasmo Vargas Cordero y Rita Duarte Camacho, primera mujer costarricense en postularse como candidata a la presidencia de la República.

## Su carrera personal
Su padre tuvo que decidir a cuál de los 13 hijos sacaba de estudiar para que ayudara en la casa y a Norma Vargas le corresponde la elección por su condición de mujer. Trabaja como secretaria para pagarse su bachillerato por madurez y después se va de ilegal a Estados Unidos. Dos años después se casó con el músico puertorriqueño Pedro Torres y se fue a vivir a Puerto Rico. De allí regresa a Costa Rica con sus hijos en 1981. Es abogada y estudió derecho agrario y penal en la Universidad de San José.

## Primera mujer candidata a la presidencia
En 1993, cuando presenta su tesis sobre «El Control jurídico parlamentario», el entonces diputado Carlos Fernández la convoca a participar con el Partido Unión Generaleña (PUGEN). Norma Vargas es designada, por unanimidad, candidata de la agrupación para la campaña de 1994 y con ello se convirtió en la primera mujer en inscribir oficialmente una candidatura presidencial, obteniendo 2.150 votos. Rompe con el PUGEN casi de inmediato y después se acerca al movimiento de José Miguel Corrales.
En las siguientes elecciones nacionales de 1998 vuelve a postular su nombre, pero con el Partido Pueblo Unido, esta vez con otras dos mujeres de candidatas: Yolanda Gutiérrez Ventura, por el Partido Independiente y Marina Volio Brenes por el Partido Rescate Nacional. Esta vez Norma Vargas obtiene 3.075 votos.